# Puxar ganso

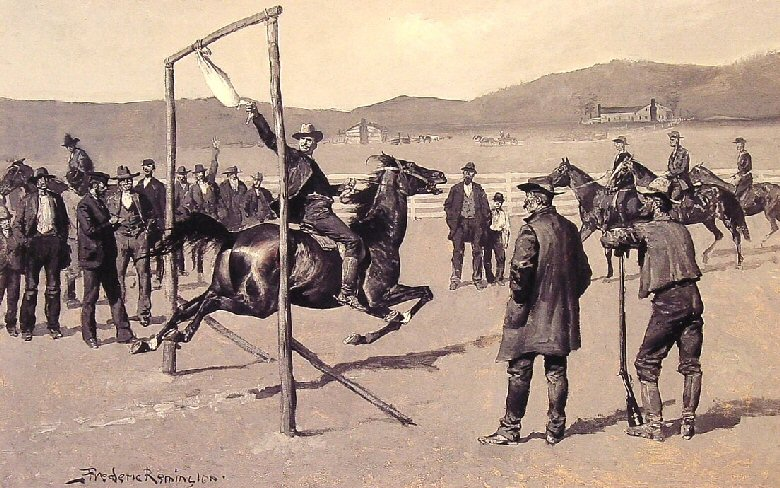
Ganso vivo puxando na Virgínia Ocidental do século 19, conforme retratado por Frederic Remington

Puxar ganso (também chamado de andar de ganso, puxar o ganso ou rasgar o pescoço do ganso) foi um esporte sangrento praticado em partes da Holanda, Bélgica, Inglaterra e América do Norte do século XVII ao século XIX. Originou-se no século XII na Espanha e se espalhou pela Europa pelo Terço Espanhol. O esporte envolvia amarrar um ganso vivo com a cabeça bem lubrificada a uma corda ou poste esticado ao longo de uma estrada. Um homem andando a cavalo a todo galope tentava agarrar o pássaro pelo pescoço para arrancar sua cabeça.  Às vezes, uma lebre viva era substituída. 
O esporte ainda é praticado, usando um ganso morto ou um ganso fictício, em partes da Bélgica como parte da terça-feira gorda e em algumas cidades da Alemanha como parte das comemorações da segunda-feira gorda. Ao praticar com o ganso morto, ele é morto previamente por um veterinário.  Na Holanda, o uso de gansos mortos foi proibido em 2019, sendo substituídos por gansos artificiais. 

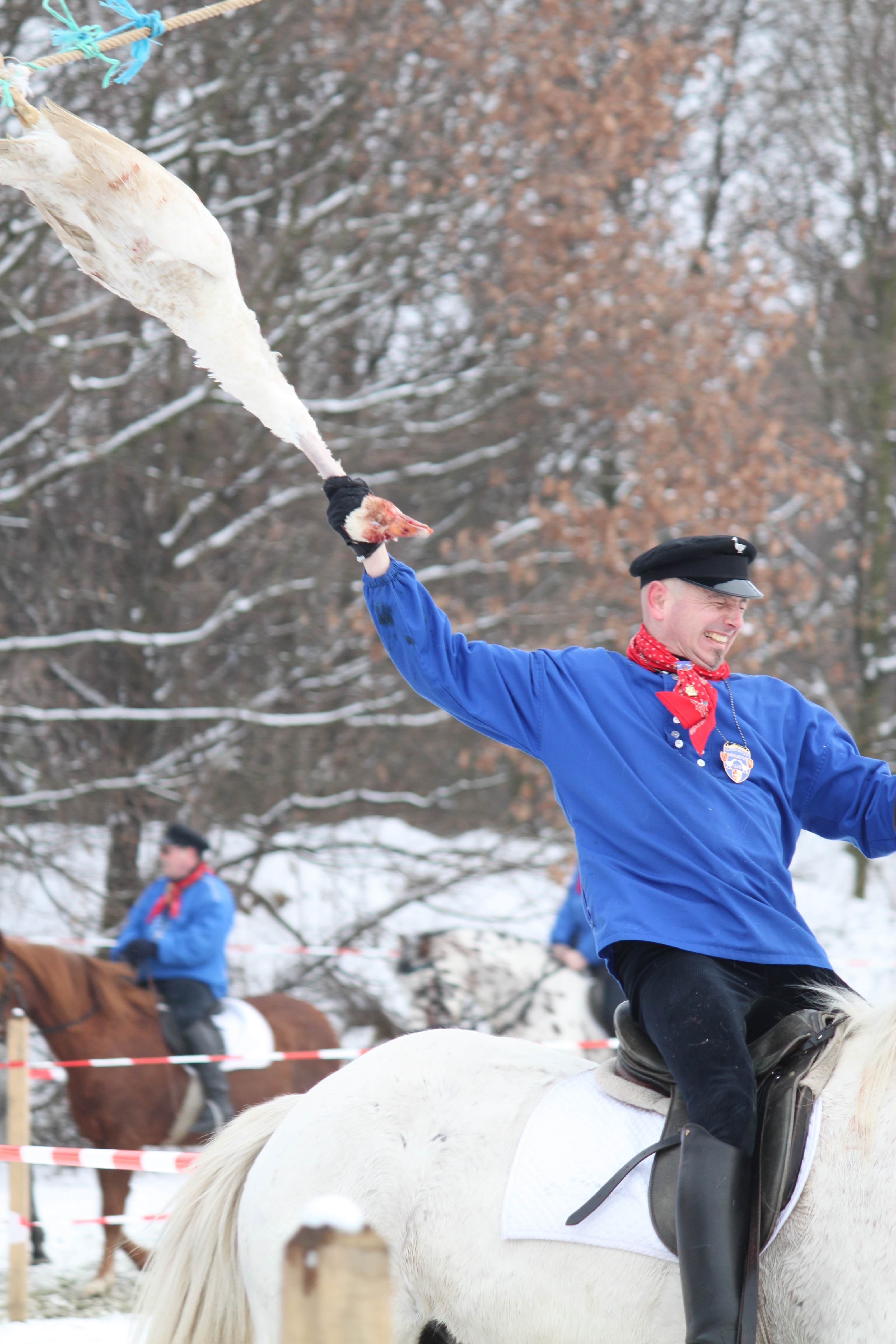
Puxando o ganso morto na Alemanha (2010)